# کانازاوا-کو، یوکوهاما
کانازاوا-کو (به لاتین: Kanazawa-ku) یک منطقهٔ مسکونی در ژاپن است که در یوکوهاما واقع شده‌است. کانازاوا-کو ۳۱٫۰۱ کیلومتر مربع مساحت و ۲۰۹٬۵۶۵ نفر جمعیت دارد.